# АЭС Шиппингпорт
АЭС Шиппингпорт (англ. Shippingport Atomic Power Station) — закрытая атомная электростанция на северо-востоке США в непосредственной близости от действующей АЭС Бивер-Валли.  
Станция расположена в округе Бивер штата Пенсильвания, в 40 км от города Питтсбург.
АЭС Шиппингпорт — первая атомная электростанция США и Америки, и первая гражданская/коммерческая АЭС в мире. Строительство первой АЭС США было начато 6 сентября 1954 года спустя несколько месяцев после запуска первой атомной электростанции мира – Обнинской АЭС в СССР (которая выдавала некоторое время попутную электроэнергию, в основном производя радиоактивные материалы и являсь тестом для военно-транспортных реакторов). 26 мая 1958 года атомная станция Шиппингпорт была введена в эксплуатацию.
Зарубежные исследователи считают именно Шиппингпорт — первой коммерческой АЭС мира. Стоимость постройки АЭС составила 72,5 млн. долларов.
Всего на АЭС был установлен один реактор типа PWR общей мощностью 68 МВт. Спустя 25 лет после запуска 1 октября 1982 года реактор был остановлен и были начаты работы по демонтажу станции Шиппингпорт. Демонтаж станции начался в сентябре 1985 года. В декабре 1988 году реактор общим весом в 956 тонн был отправлен на захоронение. Демонтаж АЭС Шиппингпорт стал отличным примером удачного закрытия атомной электростанции, и послужил своеобразной тренировкой для американских компаний.

## Информация об энергоблоках
| Энергоблок  | Тип реакторов | Мощность | Мощность | Начало строительства | Физпуск    | Подключение к сети | Ввод в эксплуатацию | Закрытие   |
| Энергоблок  | Тип реакторов | Чистый   | Брутто   | Начало строительства | Физпуск    | Подключение к сети | Ввод в эксплуатацию | Закрытие   |
| ----------- | ------------- | -------- | -------- | -------------------- | ---------- | ------------------ | ------------------- | ---------- |
| Шиппингпорт | PWR, PLWBR    | 60 МВт   | 68 МВт   | 01.01.1954           | 01.01.1957 | 02.12.1957         | 26.05.1958          | 01.10.1982 |